# Берёзово-Шимбатрово
Берёзово-Шимбатрово (горномар. Кугилӓнсола) — деревня в Горномарийском районе Республики Марий Эл. Входит в состав Микряковского сельского поселения.

## География
Находится в юго-западной части республики Марий Эл на расстоянии приблизительно 20 км на запад-юго-запад от районного центра города Козьмодемьянск.

## История
В 1916 году деревни Берёзовая и Шимбатрово ещё были самостоятельными селениями. В 1925 году в Березовой проживало 95 человек, а в Шимбатрово — 64 человека. Со временем они соединились в одну деревню. В 1927 году в Шимбатрово в 14 дворах проживало 66 человек, а в Берёзово в 19 дворах — 98 человек. В 2001 году в Берёзово-Шимбатрово было 30 дворов. В советское время работали колхозы «Красные всходы» и «Москва».

## Население
Население составляло 83 человека (горные мари 100 %) в 2002 году, 70 в 2010.